# 阿丁克亚
阿丁克亚（發音：[ʔəθɪ̀ɴ kʰəjà]）旧译阿散哥也，是緬甸敏象王國的君主，與其弟亚扎丁坚、底哈都共同創建了敏象王國。

## 生平

### 出身
阿丁克亚三兄弟是撣族人，其父帝因迦波是毗因那迦詔法的弟弟，帝因迦波因家族紛爭避居敏象城（或稱木連城），在敏象結婚生子。阿散哥也兄弟長大後在蒲甘王國軍中效力，受到國王那臘底哈勃德信賴，帝因迦波有一女嫁給了王子底哈都，那羅梯訶波帝將皎施地區交給帝因迦波管理。

### 元緬戰爭
1277年，元緬戰爭爆發，緬軍在戰事中節節敗退，阿丁克亚兄弟領兵抵禦元軍，表現出色，獲得那臘底哈勃德的賞賜。1287年，那臘底哈勃德遣使向元廷表示臣服，不久被其子底哈都毒死。那臘底哈勃德死後，元軍在雲南王也先帖木兒的率領下攻破蒲甘城。但近來研究認為元軍不曾攻至蒲甘，而是被阿丁克亚兄弟率軍擊退。
1289年，那臘底哈勃德之子覺蘇瓦即位為王，然而上緬甸的實權在撣族三兄弟手中。1293年，覺蘇瓦封阿散哥也為敏象總督、阿剌者僧加藍為米加耶總督、僧哥速為賓里總督。1297年，覺蘇瓦派遣長子信合八的前往北京朝覲元成宗鐵穆耳，鐵穆耳封覺蘇瓦為緬王、信合八的為緬國世子。元使到達蒲甘時，覺蘇瓦舉行了盛大的儀式，命群臣前來聽詔，阿丁克亚兄弟抗命不來。1298年，阿丁克亚兄弟起兵造反，擊敗並廢黜了覺蘇瓦，立覺蘇瓦子蘇涅為王。一說阿丁克亚兄弟與那臘底哈勃德的寡妃修氏合謀，誘騙覺蘇瓦至敏象城，強令其剃髮出家。1299年，阿散哥也縊殺覺蘇瓦。
1300年，鐵穆耳命忙兀都魯迷失、薛超兀兒、劉德祿、高阿康等人率元軍12000人征討阿丁克亚。元軍圍敏象城數月，但始終未能破城，同時敏象城中糧食匱乏，阿丁克亚重金賄賂了元軍眾將。1301年，元軍以氣候炎熱、瘴癘為由退兵，元軍於1303年徹底退出緬甸。

### 戰後
蒲甘王國名存實亡，國王蘇涅實際上只是臣服於阿丁克亚的蒲甘總督，權力僅止於蒲甘城。阿丁克亚三兄弟的敏象王國是上緬甸的實際統治者。1310年，阿丁克亚逝世。